# Peigarten (Gemeinde Thaya)
Peigarten ist ein Dorf der Gemeinde Thaya im Bezirk Waidhofen an der Thaya (Österreich) mit 99 Einwohnern (2025).

## Geschichte
Der Name Peigarten (einst Peygarten) entstammt dem Mittelhochdeutschen (Bai= Die Biene).
Die Peigartner scheinen kurz nach Weihnachten des Jahres 1200 erstmals urkundlich auf. Da es sich bei Peigarten um kein Bauerndorf, sondern um eine Burgsiedlung handelt, hat es eine Sonderstellung unter den Ortschaften, die zu Thaya gehören. Im Jahre 1838 lebten in der Herrschaft Peigarten 564 Menschen im Ort selbst und 168 Personen in Goschenreith, die bis 1848 der Grundherrschaft unterworfen waren.
Die Ortsgemeinde Peigarten konstituierte sich 1854. Von 1938 bis 1945 war Peigarten Teil der Gemeinde Thaya. Nach dem Zweiten Weltkrieg wurde die Gemeindestruktur, wie sie vor 1938 bestanden hatte, wiederhergestellt. 1970 wurde Peigarten wieder an Thaya angeschlossen, und der Bürgermeister kam als Ortsvorsteher in den Gemeinderat der Großgemeinde.
Peigarten besteht aus dem „Ortsried“ mit der „Veste Peygarten“ und zwei kleinen Siedlungen („Gretzl“ und „Brill“).
Neben dem Schloss Peigarten und dem Meierhof zählt das langgezogene Straßendorf noch weitere 81 Häuser.

## Kultur und Sehenswürdigkeiten

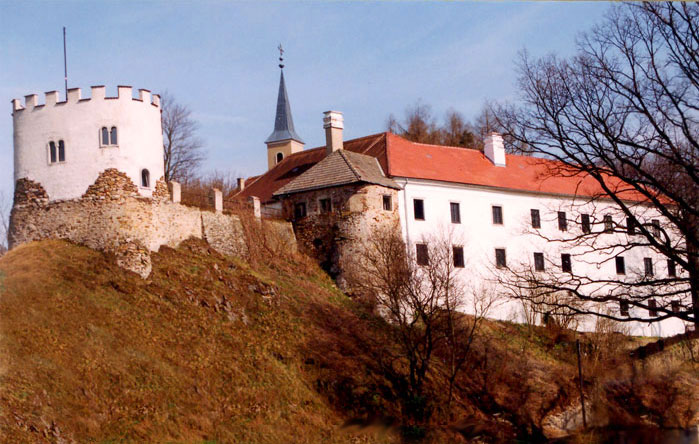
Schloss Peigarten

- Schloss Peigarten

## Politik
Ortsvorsteher
- seit ? Gottfried Fasching